# Hannah Kiesbye

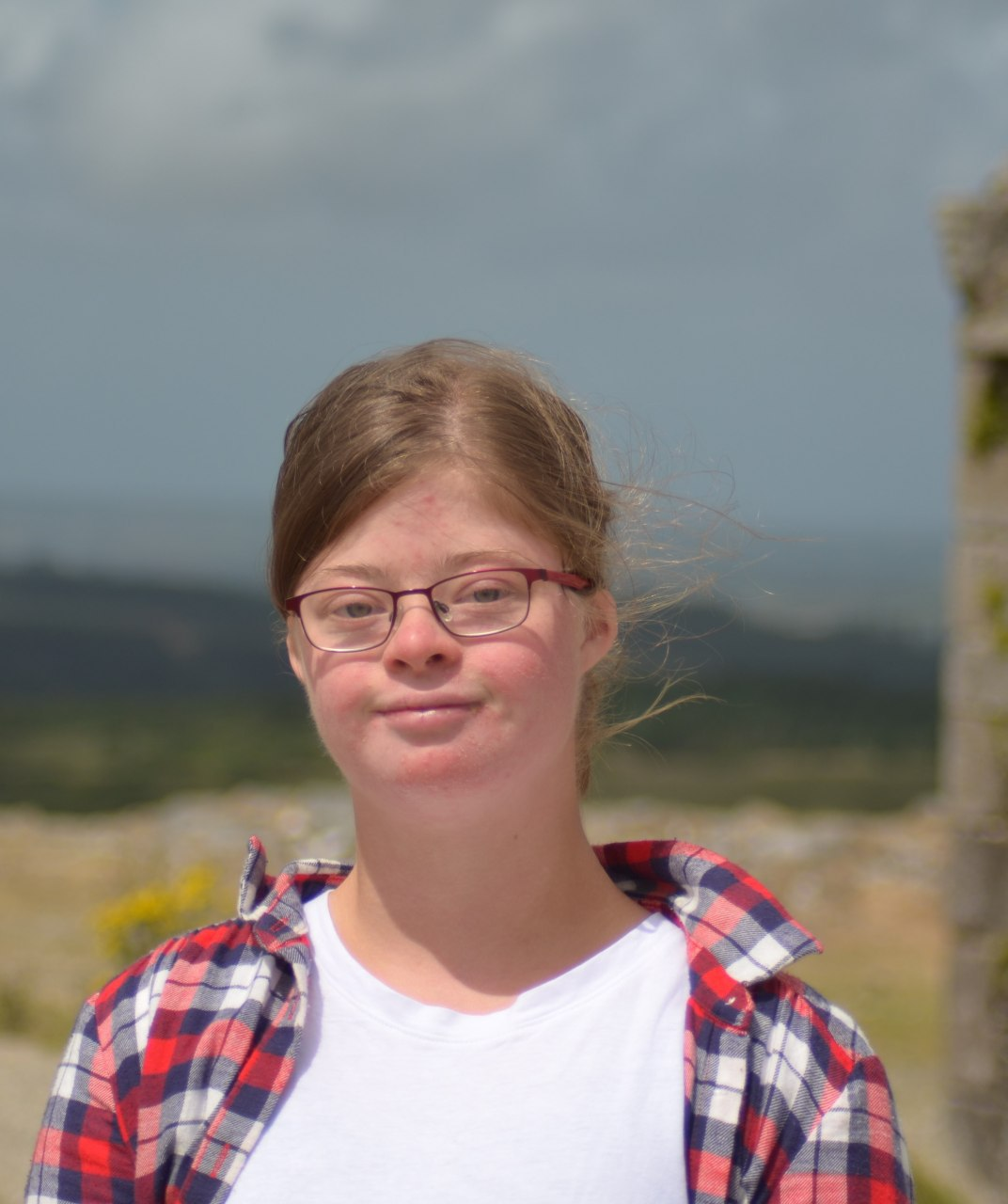
Hannah Kiesbye, 2019

Hannah Ylva Kiesbye (* 2002 in Hamburg) ist eine Deutsche, die 2017 den Schwer-in-Ordnung-Ausweis erfunden hat, der inzwischen in zwölf Bundesländern eingeführt wurde (Stand 2024).

## Leben
Kiesbye wurde 2002 mit dem Down-Syndrom geboren. Sie erhielt deswegen als Schülerin einen Ausweis für Schwerbehinderte. Diese Bezeichnung empfand sie als Diskriminierung. In der Herbstausgabe 2017 des Magazins KIDS aktuell des Vereins KIDS Hamburg veröffentlichte Kiesbye einen Text, in dem sie den Schwerbehindertenausweis in Schwer-in-Ordnung-Ausweis umbenannte. In dem Artikel wurde auch die Fotografie einer entsprechend beschrifteten Ausweishülle gezeigt, die Kiesbye gemeinsam mit ihrer Lehrerin hergestellt hatte. Darüber wurde bundesweit in vielen Medien berichtet. Mehrere Bundesländer haben diese Idee aufgegriffen und geben die Ausweishülle auf Wunsch an Schwerbehinderte kostenlos ab. 
Kiesbyes Initiative hat auch dazu geführt, dass im Bundestag über eine Umbenennung des Schwerbehindertenausweises diskutiert wurde. Die Bezeichnungen Teilhabeausweis oder Inklusionsausweis sind ebenfalls im Gespräch. Am 1. Oktober 2020 wurde Kiesbye von Bundespräsident Frank-Walter Steinmeier für ihr ziviles Engagement und ihren Mut mit der Verdienstmedaille des Verdienstordens der Bundesrepublik Deutschland ausgezeichnet.

## Bildung und Beruf
Hannah Kiesbye besuchte bis zum zehnten Schuljahr die inklusive Schülerschule in Pinneberg-Waldenau. Weitere Schuljahre und den Berufsbildungsbereich zur Vorbereitung auf ihren Arbeitsplatz absolvierte sie am Campus Uhlenhorst in Hamburg. Seit 2013 trainiert sie in der Cirkusschule TriBühne in Hamburg-Altona.
Seit 2024 arbeitet Hannah Kiesbye als Schauspielerin im inklusiven Theater-Ensemle Minotauros Kompanie der Hamburger Elbe-Werkstätten.